# Arnd Zschiesche

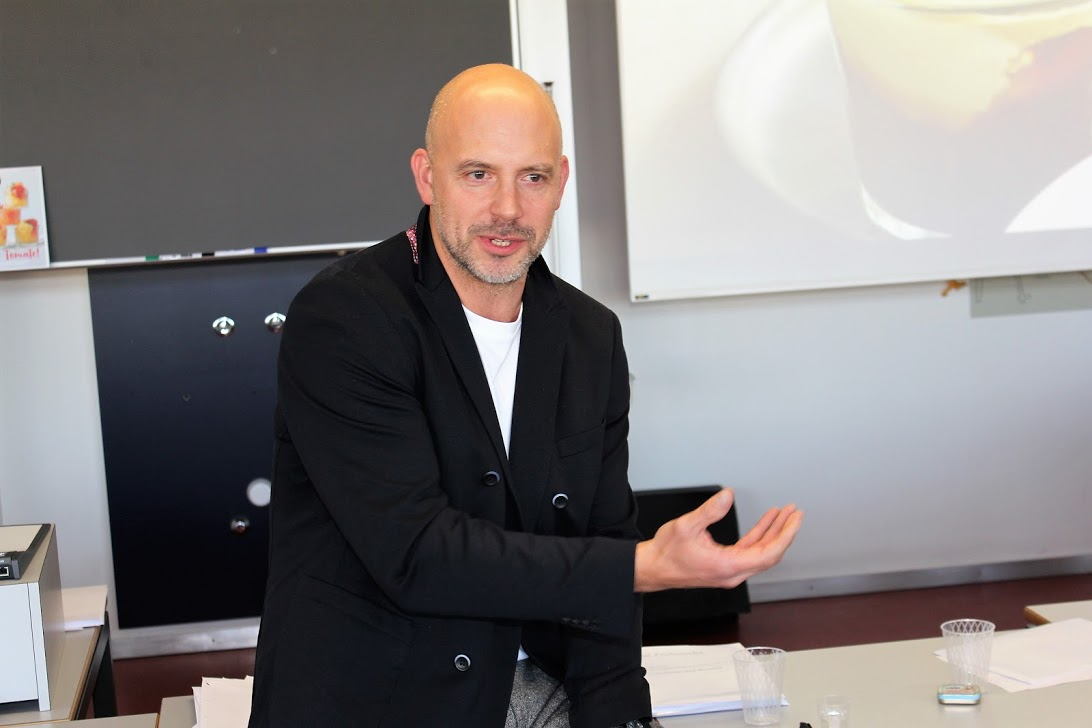
Arnd Zschiesche (2019)

Arnd Zschiesche (* 27. Mai 1972 in Lübeck) ist ein deutscher Soziologe, Autor und Unternehmer.

## Leben
Arnd Zschiesche machte Abitur am Katharineum zu Lübeck. Er studierte Soziologie an der Universität Hamburg und Sozialwissenschaften an der University of Waikato/Neuseeland. Er promovierte bei dem Begründer der Markensoziologie Alexander Deichsel und leitet seit 2006 das Büro für Markenentwicklung in Hamburg, das Marken soziologisch analysiert. Sein Forschungsschwerpunkt ist die ökonomische Relevanz positiver Vorurteile. 
Zschiesche publiziert zusammen mit Oliver Carlo Errichiello über Marken und Markensoziologie. Zschiesche hatte als Experte Fernsehauftritte im ARD Markencheck, in Plusminus, NDR Markt, SWR Marktcheck sowie in der ZDF heute-show. Er veröffentlichte u. a. Sachbücher wie Marke ohne Mythos, aber auch sozialkritische Bücher wie Wir Einmaligen. Für das von Siegfried Kracauer inspirierte Buch Die Angestellten im 21. Jahrhundert schrieb Konstantin Wecker das Vorwort, Tomi Ungerer steuerte Zeichnungen bei. Sein Buch Marke statt Meinung erschien 2021 in englischer Übersetzung als Reality in Branding, 2025 in chinesischer Übersetzung. Bereits 2022 erschien Grüne Markenführung als Green Branding.    
Zschiesche ist Mitgründer einer Firma, die ein indonesisches Sozialprojekt unterstützt („wooden radio“) und für das Produkt mehrere Preise gewonnen hat.
Zschiesche ist seit 2011 Dozent für Markensoziologie an der Hochschule Luzern Wirtschaft (HSLU) und war 2014 an der Europäischen Medienakademie (EMBA) tätig. Regelmäßig doziert er an der Universität Hamburg und koordiniert eine Ringvorlesung. Seit Juli 2021 ist er Professor für Marketing an der Fachhochschule Westküste und wissenschaftlicher Leiter des dort ansässigen Instituts für regionale Marketingforschung und Beratung regioMAR. 2024 gründete er gemeinsam mit Oliver Errichiello und Prof. Dr. Timm Homann das Institut für Markensoziologie, welches sich der Vertiefung markensoziologischer Erkenntnisse widmet. 

## Veröffentlichungen
- mit Oliver Errichiello: Wenn Hunde aus einem fahrenden Auto starren. Novellen im Zeitalter des Duftbaums. Verlag Moderne Heimat, 2004, ISBN 3-00-012453-5.
- mit Oliver Errichiello: Die Angestellten im 21. Jahrhundert. Verlag Moderne Heimat, 2005, ISBN 3-00-014905-8.
- Ein Positives Vorurteil Deutschland gegenüber: Mercedes-Benz als Gestaltsystem. Ein markensoziologischer Beitrag zur Vorurteilsforschung. Dissertationsschrift. LIT Verlag, Zürich 2007, ISBN 978-3-8258-0904-1.
- mit Oliver Errichiello: Markenkraft im Mittelstand. Was Manager von Schwarzenegger und dem Papst lernen können. Springer Gabler, Wiesbaden 2008, ISBN 978-3-8349-1061-5.
- mit Oliver Errichiello: Erfolgsgeheimnis Ost: Survival-Strategien der besten Marken – und was Manager daraus lernen können. Springer Gabler, Wiesbaden 2009, ISBN 978-3-8349-1615-0.
- mit Oliver Errichiello: Wir Einmaligen. Eichborn, Frankfurt am Main 2011, ISBN 978-3-8218-6603-1.
- mit Oliver Errichiello: 30 Minuten Markenführung. GABAL Verlag, Offenbach 2012, ISBN 978-3-86936-352-3.
- mit Oliver Errichiello: Markenkraft im Mittelstand. Was jeder Manager von Dr. Klitschko und dem Papst lernen kann. 2. Auflage. Springer Gabler, Wiesbaden 2012, ISBN 978-3-8349-4288-3.
- mit Oliver Errichiello: Marke ohne Mythos. Das erste ehrliche Markenbuch oder warum so viele Menschen einen MINI brauchen. GABAL Verlag, Offenbach 2013, ISBN 978-3-86936-476-6
- mit Oliver Errichiello: 30 Minuten Werbung. GABAL Verlag, Offenbach 2014, ISBN 978-3-86936-566-4.
- mit Oliver Errichiello: Markensoziologie kompakt. Basics für die Praxis. Springer Gabler, Wiesbaden 2015, ISBN 978-3-658-10246-3.
- mit Timm Homann und Oliver Errichiello (Hrsg.): Die Soziologie, der Gestaltwille und die Marke. Soziale Systeme verstehen und führen. Springer Gabler, Wiesbaden 2015, ISBN 978-3-658-10115-2.
- mit Oliver Errichiello: Grüne Markenführung. Erfolgsfaktoren und Instrumente nachhaltiger Brands. Springer Gabler, Wiesbaden 2016, ISBN 978-3-658-13244-6.
- mit Alexander Deichsel und Oliver Errichiello: Grundlagen der Markensoziologie. Die sozialen Prinzipien von Markenbildung und -führung in Theorie und Praxis. Springer Gabler, Wiesbaden 2017, ISBN 978-3-658-17420-0.
- mit Oliver Errichiello: Praxis-Check digitale Markenführung im Mittelstand: Leitfaden für die nachhaltige Transformation von analog zu digital. Springer Gabler, Wiesbaden 2018, ISBN 978-3-658-22596-4.
- mit Oliver Errichiello: Marke statt Meinung. Die Gesetze der Markenführung in 50 Antworten. GABAL Verlag, Offenbach, 2018, ISBN 978-3-86936-866-5.
- mit Oliver Errichiello: Die Kirche als Marke stark machen. Ein Basis-Leitfaden für kirchliche Gemeinden und Organisationen. Springer Gabler, Wiesbaden 2020, ISBN 978-3-658-28996-6.
- mit Oliver Errichiello: Grüne Markenführung (2. überarbeitete Auflage). Grundlagen, Erfolgsfaktoren und Instrumente für ein nachhaltiges Brand- und Innovationsmanagement. Springer Gabler, Wiesbaden, 2021, ISBN 978-3-658-33542-7.[16]
- mit Oliver Errichiello: Reality in Branding. The Rules of European Brand Management in 50 Answers. GABAL International, Offenbach, 2021, ISBN 978-3-96739-055-1.
- Symbole – die konkreten Vertrauensträger. Wie Unternehmensleistung sichtbar wird und warum Design dabei nicht alles ist. GABAL Verlag, Offenbach, 2021, ISBN 978-3-96740-031-1.
- Vertrauen – die härteste Währung der Welt. Warum Leistung und Haltung für Unternehmen essenziell sind. GABAL Verlag, Offenbach, 2021, ISBN 978-3-96740-043-4.
- mit Oliver Errichiello: Green Branding. Basics, Success Factors And Instruments For Sustainable Brand And Innovation Management. Springer, Wiesbaden, 2022, ISBN 978-3-658-36059-7.

## Hörbücher
- Markenführung. GABAL, 2013, ISBN 978-3-86936-543-5.